# Oosterse schotelkorst
Oosterse schotelkorst (Lecanora pannonica) is een soort uit het geslacht Lecanora.

## Kenmerken

### Uiterlijke kenmerken
Het thallus is wit tot lichtgrijs, maar kan groen, bruin, zwart of roestbruin verkleuren, vaak in ronde vlekken. Het heeft soms een fijne rimpelige of korrelige structuur. De apotheciën (vruchtlichamen) hebben een diameter van maximaal 1,5 mm en zijn plat of zelden convex. De apotheciumrand is goed ontwikkeld als het jong is, met een glanzend blauwe tot groenachtige, bijna zwartachtige rand en een kleurloze binnenkant.

### Microscopsiche kenmerken
Het hymenium is 60–80 µm hoog en bevat geen kristallen of oliedruppels. Het hypothecium is kleurloos tot lichtgeel-bruin. De ascosporen zijn 10–16 × 6–9 µm groot.

## Ecologie
Oosterse schotelkorst groeit uitsluitend epilitisch. De soort wordt vooral aangetroffen op tufsteen.

### Syntaxonomie
Oosterse schotelkorst is een kensoort van de naar deze soort vernoemde associatie van oosterse schotelkorst (Lecanoretum pannonicae).

## Verspreiding
In Nederland komt de oosterse schotelkorst zeldzaam voor. Het staat niet op de rode lijst en is niet bedreigd.